# Anne Simon
Anne Elizabeth Simon (* 6. Juni 1956 in Manhasset, New York) ist eine US-amerikanische Biologin, Wissenschaftlerin und Hochschullehrerin. Weltweit bekannt wurde sie durch ihre Tätigkeit als wissenschaftliche Beraterin bei der amerikanischen Fernsehserie The X-Files (deutsch: Akte X – Die unheimlichen Fälle des FBI).

## Leben und berufliche Karriere
Anne Simon wuchs in Kalifornien als zweitältestes von vier Kindern in beengten Verhältnissen auf. Ihr Vater arbeitete als freier Autor für das Fernsehen und zog 1961 mit der Familie nach London, wo er das Drehbuch für Judy Garlands letzten Film I Could Go On Singing schrieb. Als sie sieben Jahre alt war, zog die Familie für zwei Jahre nach Paris, wo Simon eine französische Schule besuchte. Im Jahr 1978 erwarb sie an der University of California in San Diego ihren Bachelor of Arts in Biologie mit der Auszeichnung Magna cum laude und 1982 an der Indiana University ihren Ph.D. in Genetik.
Von 1987 an arbeitete sie zunächst im Department of Plant Pathology der University of Massachusetts und konnte 1990 als Assistant Professor in das Department  of Biochemistry and Molecular Biology wechseln, was ihren eigenen Interessen wesentlich besser entsprach. Zwischen 1992 und 1996 durchlief sie dort die weiteren Stufen ihrer akademischen Karriere vom Associate Professor über Associate Head des Departments bis zu einer ordentlichen Professur im Jahr 1996.
Nach 13 Jahren in Massachusetts wechselte Simon im Jahr 2000 an die University of Maryland, College Park (UMCP). Dort ist sie als Pflanzenvirologin und Professorin in der Abteilung für Zellbiologie und molekulare Genetik tätig und leitet das Virologie-Programm der Hochschule. Ihre Forschungsschwerpunkte liegen bei der Virusreplikation und der Symptomausprägung unter Verwendung des Modellvirus Turnip Crinkle Virus (TCV), des Pea Enation Mosaic Virus (PEMV) und des Saguaro Cactus Virus (SCV). Ihre Forschungen umfassen unter anderem auch die Frage, wie RNA-Viren, deren Genome aus Ribonukleinsäure bestehen, Proteine produzieren.
Im Laufe ihrer beruflichen Karriere erhielt Simon zahlreiche Preise, Auszeichnungen und Fördergelder für ihre Forschungsarbeiten. Die National Science Foundation gewährte ihr für acht verschiedene Forschungsprojekte zwischen 1988 und 2006 Fördergelder in Höhe von mehr als 2,4 Millionen US-Dollar; hinzu kamen im Zeitraum 2002 bis 2007 weitere 1,8 Millionen Dollar für zwei Projekte von den National Institutes of Health. Sie veröffentlichte kontinuierlich wissenschaftliche Beiträge und Aufsätze. Zudem ist sie Redakteurin der Fachzeitschrift Journal of Virology. Simon hielt Vorträge und gab Workshops auf einer Vielzahl von nationalen und internationalen Konferenzen und Symposien, so in Sydney (1999), Paris (2002) und Valencia (2003). Zahlreiche Universitäten in den Vereinigten Staaten, darunter die Tennessee State University, die Yale University und die University of California, Berkeley, luden sie ein, an ihren Departments of Microbiology oder Medical Schools Gastseminare zu halten.

## The X-Files
Durch ihre freundschaftlichen Kontakte zur Familie des Serienschöpfers Chris Carter kam sie mit der Serie The X-Files in Berührung, für die sie ab 1994 als wissenschaftliche Beraterin tätig war. Erstmals wirkte sie bei der letzten Episode der ersten Staffel mit, die in den Vereinigten Staaten am 13. Mai 1994 unter dem Titel The Erlenmeyer Flask ‚Der Erlenmeyerkolben‘ (deutscher Episodentitel: Das Labor) ausgestrahlt wurde. Ihre Beratungstätigkeit übte sie bei allen neun Staffeln der Originalserie und auch bei der sechsteiligen Neuauflage der Serie im Jahr 2016 aus.
Ende der 1990er Jahre fragte Simon in einer ihrer Vorlesungen, ob die Serienfigur der FBI-Agentin und Forensikerin Dana Scully Einfluss auf die Studienfach- und Berufswahl ihrer Studentinnen gehabt habe. Dabei gab über die Hälfte der Befragten an, dass Scully ein Vorbild für sie gewesen sei. Dieses in einer Studie nachgewiesene Phänomen, der sogenannte Scully-Effekt, trat hauptsächlich in englischsprachigen Ländern auf.
Im Jahr 2001 verfasste Simon ein Buch über die wissenschaftlichen Hintergründe der Serie mit dem Titel The Real Science Behind the X-Files: Microbes, Meteorites and Mutants ‚Die echte Wissenschaft hinter den X-Akten: Mikroben, Meteoriten und Mutanten‘.

## Persönliches
Anne Simons Mutter ist Sandra Fingerman Simon, ihr Vater der Drehbuchautor und Dramatiker Mayo Simon. Die in London lebende Kinderbuchautorin Francesca Simon ist ihre ältere Schwester. Am 29. Juni 1980 heiratete Simon ihren Berufskollegen Clifford D. Carpenter; in einem Podcast-Interview der kanadischen Simon Fraser University im Jahr 2017 erklärte sie jedoch, wieder alleinstehend zu sein. Simon besitzt zwei Hunde und Pferde und ist eine begeisterte Reiterin.

## Auszeichnungen und Ehrungen (Auswahl)
- 1982: Esther L. Kinsley Ph.D. Dissertation Award für die herausragendste Dissertation an der Indiana University
- 1997: Distinguished Teaching Award der University of Massachusetts
- 2002: Richard Francki Prize für herausragende Forschungsarbeit in der Pflanzenvirologie
- 2008: College of Chemical and Life Sciences Annual Service Award
- 2011: Plant Virus Councilor der American Society for Virology
- 2012: Nominierung als Präsidentin der American Society for Virology
- 2014: Fellow der American Academy of Microbiology

## Veröffentlichungen (Auswahl)
- The Real Science Behind the X-Files: Microbes, Meteorites and Mutants. Simon and Schuster, New York 2001, ISBN 0-684-85618-2 (englisch).
- Profil und Veröffentlichungen von Anne Simon bei ResearchGate (englisch)